# Hvidovre
Hvidovre — miasto we wschodniej Danii na wyspie Zelandia. Miasto jest siedzibą gminy Hvidovre.

## Historia
W 1929 r. w Hvidovre wykopano miecz z epoki brązu sprzed 3500 lat.
Kilka dni przed końcem II wojny światowej, w maju 1945, doszło do walk ulicznych w mieście Hvidovre, między ruchem oporu a członkami pomocniczej policji (Hilfspolizei – HIPO).

## Kultura
W mieście znajduje się studio filmowe Zentropa, gdzie pracowała duńska reżyser Susanne Mara.

## Sport
W zespole piłki nożnej Hvidovre IF grał Peter Schmeichel, który po zakończeniu kariery wykupił swój pierwszy profesjonalny klub piłkarski – był nim właśnie Hvidovre IF.

## Miasta partnerskie
Miastem partnerskim Hvidovre w Polsce są Rydułtowy.